# Jürgen Gronau
Jürgen Gronau (* 25. August 1962 in Hamburg) ist ein ehemaliger deutscher Fußballspieler, der für den FC St. Pauli in der 1. Bundesliga und 2. Bundesliga 318 Spiele bestritt.

## Karriere
Gronau, der im Januar 1974 dem FC St. Pauli beitrat, lernte erst Betonbauer, dann Betriebskaufmann. Der vielseitig einsetzbare Mittelfeldmannes spielte mit dem FC St. Pauli in der Amateuroberliga Nord, wo er 1983 Meister wurde und 1984 als Vizemeister den Aufstieg und die Rückkehr St. Paulis in die 2. Bundesliga feierte. Nach dem erneuten Abstieg in die Oberliga 1985 gelangen ihm mit dem Klub in den folgenden zwei Jahren zwei Aufstiege und der Durchmarsch bis in die Bundesliga. Von 1988 bis 1997 bestritt Jürgen Gronau 117 Spiele in der Bundesliga, in denen er elf Tore erzielte. Darüber hinaus absolvierte er in diesem Zeitraum noch 201 Spiele in der 2. Bundesliga. Nach seinem Karriereende als Profispieler war er außerdem noch für die FC St. Pauli Amateure in der Oberliga (ab 1997), den Verbandsligisten SV Halstenbek-Rellingen (ab 2001) und ab November 2002 für den Landesligisten Union 03 Altona aktiv. Er war Trainer der A-Juniorenmannschaft des FC St. Pauli.
Später spielte er noch in der Traditionsmannschaft des FC St. Pauli.